# Economia da Libéria
A economia da Libéria é extremamente subdesenvolvida, com apenas 3,222 mil milhões de dólares em produto interno bruto (PIB) em 2019, em grande parte devido à Primeira (1989–1996) e à Segunda Guerra Civil da Libéria (1999–2003). A própria Libéria é um dos países mais pobres e menos desenvolvidos do mundo, de acordo com as Nações Unidas.
Até 1979, a economia da Libéria estava entre as mais desenvolvidas e de crescimento mais rápido da África Subsaariana, mas depois do golpe de estado de 1980, entrou em declínio e a guerra civil destruiu grande parte da economia e infraestruturas da Libéria, especialmente as infraestruturas dentro e ao redor. a capital do país, Monróvia. A guerra também causou uma fuga de cérebros e a perda de capitais, uma vez que a guerra civil envolveu a derrubada da minoria Américo-Liberiana  que governava o país. Alguns regressaram desde 1997, mas muitos não.
A Libéria é ricamente dotada de água, recursos minerais, florestas e um clima favorável à agricultura, mas pobre em capital humano, infraestruturas e estabilidade. A Libéria tem um perfil bastante típico das economias da África Subsariana. A maioria da população depende da agricultura de subsistência, enquanto as exportações são dominadas por matérias-primas, como borracha e minério de ferro. A produção local, tal como existe, é principalmente de propriedade estrangeira.
O governo democraticamente eleito, instalado em Agosto de 1997, herdou enormes dívidas internacionais e atualmente depende das receitas do seu registro marítimo para fornecer a maior parte das suas receitas em divisas. A restauração das infraestruturas e o aumento dos rendimentos nesta economia devastada dependem da implementação de políticas macro e microeconômicas sólidas do novo governo, incluindo o incentivo ao investimento estrangeiro.